# عبدالله زبیر
عبدالله زبیر (عربی: عبدالله زوبير؛ زادهٔ ۵ دسامبر ۱۹۹۱) بازیکن فوتبال اهل فرانسه است.
از باشگاه‌هایی که در آن بازی کرده‌است می‌توان به باشگاه فوتبال هیبرنین، باشگاه فوتبال قره‌باغ، باشگاه فوتبال پترولول پلویشت، و باشگاه فوتبال لانس اشاره کرد.